# Babynino (osiedle)
Babynino (ros. Бабынино) – osiedle w Rosji, w obwodzie kałuskim, ośrodek administracyjny rejonu babynińskiego. W 2010 liczyło 3725 mieszkańców.
Znajduje się tu stacja kolejowa Babynino, położona na linii Moskwa – Briańsk – Kijów.